# Костино-Логовской сельсовет
Костино-Логовской сельсовет — муниципальное образование со статусом сельского поселения и административно-территориальное образование в Мамонтовском районе Алтайского края России. Административный центр — село Костин Лог.

## Демография
По результатам Всероссийской переписи населения 2010 года, численность населения муниципального образования составила 1308 человек, в том числе 611 мужчин и 697 женщин. Оценка Росстата на 1 января 2012 года — 1298 человек.

## Населённые пункты
В состав сельского поселения входит один населённый пункт — село Костин Лог.